# Championnat du Cameroun de football 2009-2010
Navigation
Saison précédente Saison suivante
La saison 2009-2010 du Championnat du Cameroun de football est la 50e édition de la première division camerounaise, la MTN Elite 1. Les 14 équipes sont regroupées au sein d'une poule unique, où chaque équipe affronte tous les adversaires de sa poule deux fois, à domicile et à l'extérieur.
C'est le club de Cotonsport Garoua qui remporte la compétition après avoir terminé en tête du classement final, avec sept points d'avance sur Les Astres FC et onze sur le tenant du titre, Tiko United. Il s'agit du 10e titre de champion du Cameroun de l'histoire du club.

## Les clubs participants
| - Tiko United - Union Douala - Cotonsport Garoua - Astres FC - Fovu Baham - Unisport Bafang - Panthère du Ndé | - AS Matelots - Canon Yaoundé - Université Ngaoundéré - Sable Batié - Renaissance FC de Ngoumou - Promu de D2 - YSA Bamenda - Promu de D2 - Roumdé Adjia FC - Promu de D2 |

## Compétition

### Classement
Le barème utilisé pour établir le classement est le suivant :
- Victoire : 3 points
- Match nul : 1 point
- Défaite, forfait ou abandon : 0 point

| Rang | Équipe                     | Pts | J  | G  | N  | P  | Bp | Bc | Diff |
| ---- | -------------------------- | --- | -- | -- | -- | -- | -- | -- | ---- |
| 1    | Cotonsport Garoua          | 56  | 26 | 17 | 5  | 4  | 50 | 20 | +30  |
| 2    | Astres FC                  | 49  | 26 | 14 | 7  | 5  | 37 | 21 | +16  |
| 3    | Tiko UnitedT               | 45  | 26 | 13 | 6  | 7  | 29 | 21 | +8   |
| 4    | Panthère du Ndé            | 41  | 26 | 10 | 11 | 5  | 28 | 24 | +4   |
| 5    | YSA BamendaP               | 36  | 26 | 8  | 12 | 6  | 26 | 17 | +9   |
| 6    | Unisport Bafang            | 36  | 26 | 10 | 6  | 10 | 26 | 25 | +1   |
| 7    | Union Douala               | 34  | 26 | 8  | 10 | 8  | 33 | 29 | +4   |
| 8    | Renaissance FC de NgoumouP | 34  | 26 | 10 | 4  | 12 | 23 | 30 | -7   |
| 9    | Canon Yaoundé              | 32  | 26 | 8  | 8  | 10 | 27 | 25 | +2   |
| 10   | Université Ngaoundéré      | 32  | 26 | 8  | 8  | 10 | 18 | 25 | -7   |
| 11   | Sable Batié                | 31  | 26 | 8  | 7  | 11 | 18 | 27 | -9   |
| 12   | Fovu BahamC                | 30  | 26 | 7  | 9  | 10 | 23 | 26 | -3   |
| 13   | AS Matelots                | 25  | 26 | 7  | 4  | 15 | 22 | 42 | -20  |
| 14   | Roumdé Adjia FC (P)        | 15  | 26 | 4  | 3  | 19 | 21 | 49 | -28  |

|  | Qualifié pour la Ligue des champions de la CAF 2011                                      |
|  | Qualifié pour la Coupe de la confédération 2011                                          |
|  | Relégué en 2e division                                                                   |
|  | T : Tenant du titre C : Vainqueur de la Coupe du Cameroun P : Promu de deuxième division |

## Bilan de la saison
| Championnat du Cameroun de football 2009-2010 |                               |
| Champion                                      | Cotonsport Garoua (10e titre) |
| Coupes et trophées                            |                               |
| Vainqueur de la Coupe du Cameroun 2009-2010   | Fovu Baham                    |
| Qualifications continentales                  |                               |
| Ligue des champions de la CAF 2011            | Cotonsport Garoua             |
| Ligue des champions de la CAF 2011            | Astres FC                     |
| Coupe de la confédération 2011                | Tiko United                   |
| Coupe de la confédération 2011                | Fovu Baham                    |
| Promotions et relégations                     |                               |
| Promus en MTN Elite 1                         | AS Lausanne Yaoundé           |
| Promus en MTN Elite 1                         | Scorpion FC                   |
| Promus en MTN Elite 1                         | Caïman de Douala              |
| Relégués en 2e division                       | Fovu Baham                    |
| Relégués en 2e division                       | AS Matelots                   |
| Relégués en 2e division                       | Roumdé Adjia FC               |